# Patricia Ruiz Anchondo
Martha Patricia Ruiz Anchondo (Chihuahua, Chihuahua) es una política mexicana, actualmente embajadora de México en Colombia y miembro del partido Movimiento Regeneración Nacional (Morena), anteriormente del Partido de la Revolución Democrática (PRD). Ha sido diputada federal, procuradora social de la Ciudad de México y jefa delegacional de Gustavo A. Madero.

## Biografía
Es licenciada en Filosofía egresada de la Facultad de Filosofía y Letras de la Universidad Autónoma de Chihuahua y cuenta con estudios de posgrado en la Universidad Nacional Autónoma de México y en la Universidad Iberoamericana. Es hija de Jesús Manuel Ruiz Venzor, afamado locutor chihuahuense.
Desde joven trasladó su residencia a la Ciudad de México, donde inició su militancia política y en la activismo social de izquierda en las organizaciones de damnificados por el terremoto de 1985, la Asamblea de Barrios y en organizaciones simpatizantes del Ejército Zapatista de Liberación Nacional. Fue fundadora de la «Coordinadora de Mujeres Benita Galeana», e integrante de la organización «Mujeres en Lucha por la Democracia».
Miembro fundador del PRD desde 1989, en 1991 fue elegida diputada federal por la vía plurinominal a la LV Legislatura que concluyó en 1994. Posteriormente fue coordinadora de la comisión de Seguridad Social del Senado de la República de 1995 a 1997.
En 1997 al asumir Cuauhtémoc Cárdenas Solórzano como primer jefe de Gobierno del Distrito Federal, pasó a ocupar el cargo de subprocuradora de Concertación Social de la Procuraduría Social del Distrito Federal, ascendiendo a la titularidad del mismo organismo el 29 de septiembre de 1999 por nombramiento de la nueva jefa de gobierno, Rosario Robles Berlanga; y el 1 de diciembre de 2000 fue ratificada en el mismo por Andrés Manuel López Obrador, parmaneciendo al frente de la Procuraduría hasta 2004.
Dejó la procuraduría para ser nombrada Jefa delegacional de Gustavo A. Madero de forma sustituta a propuesta de López Obrador, para suplir Octavio Flores Millán que solicitó licencia al cargo acusado de un fraude en el contexto del conflicto político denominado como «Videoescándalos» que golpearon al PRD y al gobierno de López Obrador aquel año.
Tras este cargo se dedicó a las actividades en las organizaciones sociales a las que pertenecía, hasta que en el proceso electoral de 2016 fue elegida diputada a la Asamblea Constituyente de la Ciudad de México.
En las elecciones de 2018 fue candidata de la coalición Juntos Haremos Historia a alcaldesa de Venustiano Carranza; no logró la victoria, que correspondió a Julio César Moreno Rivera, candidato de la coalición Por México al Frente, aunque Ruiz Anchondo denunció irregularidades en los resultados de las mismas, las autoridades electorales ratificaron el triunfo de Moreno Rivera.
El mismo año 2018 la jefa de gobierno de Ciudad de México, Claudia Sheinbaum, anunció su nombramiento al frente de la Procuraduría Social, que ya había ocupado en años anteriores. Permaneció en este cargo hasta abril de 2022 en que anunció que había sido removida del cargo para que este se entregara a otro grupo político. El 27 de septiembre siguiente, el presidente Andrés Manuel López Obrador la propuso al Senado como embajadora de México en Colombia, nombramiento aprobado por el cuerpo legislativo al día siguiente.